# Chrysospalax trevelyani
Chrysospalax trevelyani är en däggdjursart som först beskrevs av Albert Günther 1875.  Chrysospalax trevelyani ingår i släktet jätteguldmullvadar och familjen guldmullvadar. IUCN kategoriserar arten globalt som starkt hotad (EN) på grund av skogsavverkningar. Inga underarter finns listade.
Artepitet i det vetenskapliga namnet hedrar Herbert Trevelyan som donerade ett kadaver till British Museum. Denna djurkropp användes vid artens beskrivning (holotyp).

## Utseende
Arten når en kroppslängd av 20,8 till 23,5 cm (huvud och bål) och är den största guldmullvaden. Enstaka individer som blev uppmätt hade en vikt mellan 410 och 500 g. Djurets päls har på ovansidan en gulbrun, brun eller gråbrun färg medan undersidan är ljusare brunaktig. På varje kind samt på ögat som är täckt av päls förekommer en gulaktig fläck. Täckhåren på ryggen blir upp till 20 mm långa och är styva. Chrysospalax trevelyani har kraftiga klor vid framtassarna. Läpparnas kanter och klorna är vitaktiga.

## Utbredning och habitat
Denna guldmullvad förekommer i ett område i sydöstra Sydafrika som är mindre än 500 km². Habitatet utgörs av skogar och gräsmarker vid skogskanten. Arten finns inte i steniga jordmån och inte heller i branta slänter.

## Ekologi
Individerna gräver flera tunnlar i marken som kan vara upp till 13 meter långa. Mellan ingångarna finns synliga stigar och under vissa nätter kan en jätteguldmullvad vandra 130 meter ovanpå markytan. Arten har även bra simförmåga. Den är främst nattaktiv men kan vara dagaktiv under molniga dagar. Under kalla och torra vinterdagar stannar Chrysospalax trevelyani i boet. Exemplar som hölls i fångenskap satte sig i torpor vid kyla.
Födan hittas främst i det översta jordlagret eller i lövskiktet som täcker marken. Arten föredrar stora maskar av släktet Microchaetus som kompletteras med mångfotingar och andra ryggradslösa djur.
Alla andra guldmullvadar lever ensam när honan inte är brunstig men hos Chrysospalax trevelyani övervintrar ibland flera individer tillsammans i samma bo. Honan föder en eller två ungar per kull. Ungarna behöver troligen en längre tid med vård innan de blir självständiga.